# Distretto di Jani Khail
Il distretto di Jani Khail è un distretto dell'Afghanistan appartenente alla provincia della Paktia. Conta una popolazione di 35.642 abitanti (dati 2015).